# Pterolophia sthenioides
Pterolophia sthenioides là một loài bọ cánh cứng trong họ Cerambycidae.